# 帕克山脈
帕克山脈（英文：Park Ranges）又被稱為主要山脈，是一位於加拿大英屬哥倫比亞省和亞伯達省之間洛磯山脈的其中一支脈。帕克山脈也為三大主要組成洲際山脈的其中一支脈，從麥葛瑞格山東南方一路延伸至弗尼盆地。

## 支脈
- 黑水山脈（Blackwater Range）
- 藍色山脈（Blue Range）
- 弓山脈（Bow Range）
- 查巴冰原（Chaba Icefield）
- 克里孟梭-查巴（Clemenceau-Chaba）
- 哥倫比亞冰原
- 德拉蒙德山群（Drummond Group）
- 弗勒許菲爾德斯（Freshfields）
- 哈里森山群（Harrison Group）
- 虎克冰原（Hooker Icefield）
- 奇成山脈（Kitchen Range）
- 勒格蘭德布拉佐（Le Grand Brazeau）
- 麥克凱爾-查爾科分界（McKale-Chalco Divide）
- 米切爾山脈（Mitchell Range）
- 莫基爾山脈（Morkill Ranges）
- 奧特泰爾山脈（Ottertail Range）
- 彩虹山脈（Rainbow Range）
- 貴族山群（Royal Group）
- 塞爾溫山脈（Selwyn Range）
- 斯普勒山區（Spray Mountains）
- 聖丹斯山脈（Sundance Range）
- 堡壘山脈（The Ramparts）
- 三叉山脈（Trident Range）
- 范·霍恩山脈（Van Horne Range）
- 赭紅山脈（Vermilion Range）
- 瓦瀑他冰原（Wapta Icefield）
- 瓦瀑提克冰原（Waputik Icefield）
- 瓦瀑提克山區（Waputik Mountains）
  - 普勒西鄧特山脈（President Range）
- 溫斯頓·邱吉爾山脈（Winston Churchill Range）

## 資料來源
- 帕克山脈 （页面存档备份，存于）在加拿大山脈百科全書中的記載

1. ↑  Template:Cite bcgnis